# Aeroprakt A-22
Die Aeroprakt A-22 (ukrainisch Аеропракт A-22) ist ein zweisitziges Ultraleichtflugzeug der Firma Aeroprakt in der Ukraine.
Die A-22 kann als fertiges Flugzeug oder als Bausatz gekauft werden. In den USA wird das Flugzeug Valor genannt, in Frankreich Vision, in Großbritannien Foxbat und in Russland Scharik („Ballon“). Das Design begann 1990, der Prototyp wurde ab 1994 gebaut. Das Flugzeug wurde in Deutschland gemäß BFU-95 zertifiziert.

## Konstruktion
Die A-22 ist ein abgestrebter Schulterdecker mit Sitzen nebeneinander. Die vollverglasten Türen öffnen nach oben. Der Flügel ist um 2 Grad nach vorne gepfeilt und das Fahrwerk ist starr, das Bugrad steuerbar. Das Flugzeug ist extrem leicht zu kontrollieren und hat Kurzstarteigenschaften und hydraulische Bremsen am Hauptfahrwerk. Die erste Version verwendete einen Rotax 912 als Motor und hatte einen Treibstofftank im Rumpf. Bis 2006 waren 146 Flugzeuge auf der ganzen Welt gebaut worden. Spätere Flugzeuge hatten zwei Tanks in den Flügelwurzeln mit zusammen 90 Litern Inhalt.
Die Aeroprakt A-22 wurde auch als Drohne umgebaut gegen die russischen Angreifer. Im April 2024 griff die Ukraine damit über eine Distanz von 800 Kilometern eine Drohnenfabrik in Jelabuga an.
Am 14. April 2025 wurde Rostow am Don mit einem solchen ferngesteuerten Flugzeug angegriffen. Wahrscheinlich durch das Eingreifen von russischen elektronischen Abwehrmaßnahmen erreichte das Flugzeug nicht sein Ziel, sondern landete in einem Wohnhaus, was zahlreiche Medien aufgriffen.

## Technische Daten
| Kenngröße                 | 70 PS                   | 100 PS                  |
| ------------------------- | ----------------------- | ----------------------- |
| Triebwerk                 | ein Rotax 912 UL        | ein Rotax 912 iS        |
| Länge                     | 6,30 m                  | 6,30 m                  |
| Spannweite                | 10,10 m                 | 10,10 m                 |
| Höhe                      | 2,40 m                  | 2,40 m                  |
| Flügelfläche              | 13,7 m²                 | 13,7 m²                 |
| Flügelstreckung           | 7,4                     | 7,4                     |
| Kabinenbreite             | 1,30 m                  | 1,30 m                  |
| Leermasse (gerüstet)      | ab 260 kg               | ab 260 kg               |
| max. Startmasse           | 450 kg                  | 450 kg                  |
| Höchstzulässige Belastung | +4g/−2g                 | +4g/−2g                 |
| Tankinhalt                | 1 × 40 l, oder 2 × 45 l | 1 × 40 l, oder 2 × 45 l |
| Reisegeschwindigkeit      | 160 km/h                | 160 km/h                |
| Höchstgeschwindigkeit     | 170 km/h                | 170 km/h                |
| Überziehgeschwindigkeit   | 55 km/h                 | 55 km/h                 |
| Steigrate                 | 300 m/min               | 300 m/min               |
| Reichweite                | ca. 1100 km             | ca. 1100 km             |